# Ne pleure pas ma belle
Ne pleure pas ma belle (Weep No More, My Lady) est un roman policier américain de Mary Higgins Clark publié en 1987 mêlant amour, trahison, meurtre et jalousie.
La traduction française par Anne Damour paraît l'année suivante à Paris chez Albin Michel.

## Résumé
Leila, belle et ravissante jeune femme, est une très grande actrice. Sœur d’Elizabeth, elle est fiancée au grand magnat Ted Winters. Le surlendemain de la première de sa pièce tant attendue, elle est retrouvée morte sur la terrasse, au-dessous du balcon de sa demeure. S’est-elle suicidée ou bien fut-elle assassinée par son amant Ted ? Pourtant, Ted jure de ne pas l’avoir poussée du haut du balcon. Mais malgré tous ses dires, il doit comparaître devant les juges.
Elizabeth doit elle aussi être à la cour d'appel pour réciter sa version de l’histoire, le soir du meurtre de sa sœur. Revenant d'Italie, où elle a tourné un long métrage, elle reçoit un appel de la baronne Min von Schreiber qui l’invite à venir faire un tour à l’institut de remise en forme de Cypress Point. Malgré les recommandations de William Murphy, elle accepte d’y aller car c’est le seul moyen de revoir Sammy. Celle-ci a écrit à Elizabeth pour lui dire qu’elle a découvert d’étranges lettres écrites par un anonyme.
Confronté aux amies de sa sœur, Elisabeth devra tout faire pour non seulement découvrir qui est vraiment le meurtrier de sa sœur mais aussi le véritable visage de ses amis et leurs sentiments envers Leila.